# Вилалверния
Вилалвѐрния (на италиански: Villalvernia; на пиемонтски: Vila Vernia, Вила Верния) е село и община в Северна Италия, провинция Алесандрия, регион Пиемонт. Разположено е на 193 m надморска височина. Населението на общината е 967 души (към 2013 г.).